# Antoine Borboux
Antoine Henri Thomas Joseph Borboux (Verviers, 13 januari 1863 - Ukkel, 14 november 1919) was een Belgisch volksvertegenwoordiger.

## Levensloop
Borboux was een zoon van Ambroise Borboux en Anne Lambrette. Hij trouwde met Juliette de Brabant (1881-1942) en ze hadden vijf kinderen. Hun dochter Lily Borboux, trouwde met Pierre Wigny. Hun zoon Antoine Borboux werd jezuïet.
Hij promoveerde tot doctor in de rechten voor de Centrale examencommissie (1889).
Hij werd verkozen tot gemeenteraadslid van Luik (1895-1898), en tot volksvertegenwoordiger voor de katholieke partij in het arrondissement Verviers, mandaat dat hij bekleedde van 1898 tot aan zijn dood. Van 1904 tot 1919 was hij secretaris van de Kamer.